# Szirakawan
Szirakawan – wieś w Armenii, w prowincji Szirak. W 2011 roku liczyła 698 mieszkańców.